# 刘二堡镇 (辽阳县)
刘二堡镇，是中华人民共和国辽宁省辽阳市辽阳县下辖的一个乡镇级行政单位。

## 行政区划
刘二堡镇下辖以下地区：
东堡村、杜家村、中心村、朱家桥村、高庄子村、三岔子村、陆家村、王五道村、大沟村、大张郎村、喇叭村、王家村、孟贾村、山东村、后堡村、河北村、河南村和西地村。